# ميدل أوف أونر: وارفايتر
ميدل أوف أونر: وارفايتر (بالإنجليزية: Medal of Honor: Warfighter)‏ معناها بالعربية وسام الشرف: المحاربون وهي لعبة فيديو حربية من ضمن سلسلة « ميدل أوف أونر وسام الشرف » أصدرت سنة 2012، ولعبة من تطوير دينجر كلوز جيمز ونشر إلكترونيك آرتس، وتدور اللعبة حول الحروب القادمة في إحدى البلدان مثل: الفلبين، والصومال، واليمن، وغيرها.

## قصة اللعبة
تدور قصة الجزء الجديد من لعبة وسام الشرف حول القضاء علي الإرهاب في كافة أنحاء العالم حيث سيكون علي البطل إنقاذ الرهائن المعتقلين في معقل أبو سياف (Basilan) بالفلبين، وكذلك مهاجمة بلدة القراصنة (Al-Shabaab) على الساحل الصومالي، وغيرها من المناطق الملتهبة حول العالم والتي سيكون عليك مواجهة الجماعات الإرهابية وقتلهم لتخلص العالم من شرورهم، وذلك من خلال مواصلة الأحداث بعد الجزء الأخير للسيطرة على Tier 1 الذي يعود للديار فيجد أن عائلته قد فقدت منذ سنوات، وسيكون عليه البحث عن تجار المتفجرات PETN وسيكون هناك شخصان قابلان للعب في المهمة الرئيسية.

## التطوير
في 18 فبراير أعلن Gregor Goodrich المنتج التنفيذي للشركة الناشرة عن جزء جديد لوسام الشرف متابع لأحداث الجزء السابق وذلك من خلال الإعلان على موقع ويب خاص بلعبة وسام الشرف، وفي 11 يناير 2012 تم كشف خطط EA لإصدار جزء جديد يصدر في نهاية هذا العام عبر عدت مواقع، وفي 6 مارس عقدت شركة EA مؤتمر صحفي في سان فرانسيسكو تؤكد فيه أنها تقوم بتطوير جزء جديد من سلسلة وسام الشرف تحت عنوان Warfighter , وتسير لعبة وسام الشرف الجديدة على خطى لعبة Battlefield 3 وذلك باستخدام محرك Frostbite 2 , وذلك حسب كلام Richard Farrelly مدير شركة EA أن المحرك يمكنه صنع لعبة وسام الشرف بشكل مشرف للشركة لتظهر بأفضل رسومات ومؤثرات بصرية مثل الدمار الدقيق والإضاءة المدهشة جدا، كما صرح أن لعبة وسام الشرف الجديدة سوف تعطى فرصة لظهور المحرك بشكل أكبر لعالم الألعاب.
في 7 يونيو بمعرض E3 2011 وبمؤتمر نيتندو أعلن John Riccitiello بشركة EA أن لهم اهتمام في صنع اللعبة على جهاز وي يو الجديد، بينما ذكرت صحيفة نمساوية أن لعبة وسام الشرف الجديدة على جهاز Wii U وذلك في نفس توقيت أجهزة PS3-XBOX360-PC , بينما في 4 يونيو 2012 أعلن البائع ET Game أن وسام الشرف سوف تصدر على جهاز سونى المحمول الفيتا، ولكن بعد ذلك أعلنت شركة EA أن اللعبة لن تصدر على الفيتا.

## أسلوب اللعبة
لعبة وسام الشرف تعتبر واحدة من أولى الألعاب الحربية والتصويب والتي تعتمد على منظور الشخص الأول، ولعبة وسام الشرف دائما ما ينظر لها الجميع على أنها منافسة للعبة نداء الواجب وهذا بسبب اعتماد اللعبتين على الحروب العالمية، ولهذا السبب نجحت اللعبتين بسبب المتعة التي شعر بها الجميع في الحروب العالمية ومدى قوتها وكأننا نتعايش معها بشكل واقعي، ولكن فجاء تغيرت إستراتيجية اللعبتين لتدور أحدثهم في المستقبل والاغتيالات بدلا من وجود حروب عالمية، وبالرغم من ذلك تواصل السلسلة نجاحها، بغض النظر عن جزئها السابق وهذا بسبب أنها واحدة من أفضل ألعاب التصويب بمنظور الشخص الأول التي تعتمد على مجموعة رائعة جدا من الأسلحة التي تعتمد على دقة التصويب وخاصة التصويب في الرأس الذي يعشقه الجميع، فانا واحد ممن يحبون هذه الألعاب بسبب متعة التصويب على الرأس وخاصة بسلاح القناصة الأكثر من ممتاز في دقته وتصويبه.
اللعبة كالعادة سوف تعتمد على مهام خاصة ضد الإرهاب في مناطق عديدة في أنحاء العالم منها باكستان والصومال والفلبين والبوسنة، وسوف يعتمد نمط القصة الرئيسي على شخصيتين الأولى Stump وهو جندي في البحرية الأمريكية هو Preacher وهو أحد الشخصيات القديمة في السلسلة ليعود بقوة في هذا الجزء، ودائما ولابد من تواجد فريق معك حتى تشعر بأنك في مهام حربية عصيبة وهنا سيكون الفريق داعم لك وبقوة وليس فريق عادى، سيكون هناك عداد متر لمعرفة المهام والطريق أو تتبع بقية الفريق ليقودك إلى مهمتك، وفائدة الفريق لن تكون في الحرب فقط ولكن يمكنك أن تحصل منهم على ذخيرة إذا نفذت منك، وهذه النقطة إيجابية جدا في اللعبة فدائما عندما كنا نلعب ويكون معنا سلاح رائع جدا لا نريد الاستغناء عنه وفجاء تنفذ ذخيرته فكنا نطر إلى تغيره بسلاح أخر، ولكن حاليا يمكنك الاحتفاظ بالسلاح الذي تحبه وتراه مناسب لك، وخاصة أن اللعبة سوف تعتمد على الحصول على أسلحة الأعداء وذخيرتهم كما هو الحال في كل جزء.
اللعبة تعتمد دائما على الصحة الذاتية ولكن سيكون عليك الحذر لان قوة الأعداء تكمن في أسلحتهم فيمكن لبضع رصاصات أن تقتلك أو برصاصة واحدة، لذلك عندما تجد أن الشخصية تموت حاول أن تستريح خلف أي غطاء حتى تعود صحتك إلى وضعها الطبيعي مرة أخري، وأيضا سيكون هناك ضرب بالسكين وظهر السلاح حتى تقضي على الأعداء القريبة منك بسهولة، اللعبة أيضا سيكون بها نظام قيادة السيارات بمنظور الشخص الأول والذي يعتبر إضافة ممتعة جدا ورائعة منذ الجزء السابق، سيكون هناك نظام الخلسة أيضا والذي يمنحك قتل الأعداء من الخلف وهناك خاصية اختراق الأبواب أو أقتحمها بأدوات جديدة وفكر جديد جدا سوف نشهده لأول مرة في اللعبة وأول فكرة ستكون بالمرحلة التدريبية.
اللعبة كالعادة لا تعتمد على نمط القصة فقط ولكنها دائما ما تعتمد وبقوة على نمط متعدد اللاعبين عبر الإنترنت، وهذا النمط لن يتم تطويره من قبل استوديوهات EA Digital التي قامت بتطوير هذا النمط في الجزء السابق بل ستقوم شركة Danger Close بتطوير هذا النمط والذي سيجعل اللعبة نارية جدا عبر الإنترنت، وهذه المرة سيكون عليك خوض حرب عالمية حقيقية وذلك لاعتماد النمط على 12 فريق من مختلف دول العالم يتقاتلون عبر ساحة الإنترنت، لذلك سيكون عليك اختيار دولة وتدافع عنها ضد بقية الدول الأخرى، وسوف يعرض النمط فرق من دولة أمريكا وبريطانيا وألمانيا والسويد والبوسنة وبولندا والنرويج وكندا وروسيا وكوريا الجنوبية وأستراليا، مع العلم أن كل فريق من هذه الفرق يمتلك قدرات خاصة به تختلف من فريق لأخر، مثل نمط الخلسة هناك فريق يمكنه أن يشعر بالعدو من خلفه وهناك فريق لا.

## الرسومات
لقد قامت الشركة باستخدام محرك Frostbite 2 الفيزياء وذلك بعد نجاحه الكبير في اللعبة الحربية Battlefield 3 , بحيث أرادت الشركة أن تصنع الواقع بنفسها من خلال هذا المحرك الذي أثبت قوته في رسومات لعبة باتفيلد 3 , وبالفعل كان أداء الشركة جيد جدا في أظهار هذا المحرك على لعبة وسام الشرف الجديدة والتي تحذوا حذوا لعبة باتفيلد 3 في تجسيد البيئات والمؤثرات البصرية التي تظهر اللعبة بشكل جيد جدا، وأيضا تجسيد الشخصيات يعتبر رائع جدا ويظهر أدق المعالم والتفاصيل للوجه من جهة الأذن والأنف والعيون وحتى تفاصيل الذقن الخفيفة التي يمتلكها البطل في محادثته الأولى باللعبة والذي ظهر بشكل شبه واقعي، كما أن اللعبة لم تعتمد على دايركت 9 واعتمدت على الإصدار 10 و 11 ليظهر قوة اللعبة بدلا من ضعفها.

## الأصوات
تتميز الألعاب الحربية دائما بنقاء الصوت وتأديته بشكل متقن بسبب المؤثرات التي يتم أضافتها في الألعاب من تفجيرات وإطلاق نار وضجيج القنابل وغيرها من الأمور التي لا نسمعها سوى في الحروب، وبالفعل تتميز لعبة وسام الشرف بالعمل بشكل متقن على تأدية الأصوات سواء من الشخصيات وفريق التمثيل أو من أصوات البيئة من أطلاق نار إلى تفجيرات وغيرها من الأصوات الطبيعية التي نسمعها بشكل واقعي، أما بالنسبة للموسيقي التصويرية والقائم عليها Ramin Djawadi الذي عمل على الجزء الأخير للسلسلة في عام 2010 , بحيث تم إصدار النسخة الرئيسية للموسيقي التصويرية للعبة في 25 سبتمبر 2012 قبل شهر من موعد صدورها وذلك عبر موقع iTunes – Amazon , وقد ظهرت 21 أغنية للعبة منها أثنين للمطرب Mike Shinoda الذي يتواجد في Linkin Park والذي تم أضافته للموسيقي التصويرية للعبة لتظهر بشكل جيد جدا وتجعلنا نستمتع بأحداث اللعبة.

## وصلات خارجية
- ميدل أوف أونر: وارفايتر على موقع IMDb (الإنجليزية)

- الموقع الرسمي

http://golden4games.com/report/review/39878-medal-of-honor-warfighter-13.html